# Claudia Fahlke
Claudia Carin Bohman Fahlke, född Fahlke den 16 augusti 1964 i Floby församling, Skaraborgs län, död 28 juni 2020 i Styrsö distrikt, Västra Götalands län, var en svensk professor i hälsopsykologi, med inriktning mot beroendepsykologi. Hon verkade vid Psykologiska institutionen, Göteborgs universitet och Beroendekliniken, Sahlgrenska universitetssjukhuset i Göteborg.

## Biografi
Fahlke disputerade 1994 på en avhandling om alkohol och stresshormoner vid Göteborgs universitet. Hon blev legitimerad psykolog 2005, docent 1998 och 2006 blev hon den första kvinnliga professorn i psykologi vid Göteborgs universitet. 2015 erhöll hon en professur i hälsopsykologi vid Göteborgs universitet. Hon var invald som ledamot i Kungliga Vetenskaps- och Vitterhets-Samhället (2006) i Göteborg och i Nationalkommittén för psykologi (2017), och förordnad som vetenskapligt råd för Socialstyrelsen (2006) och Kriminalvården (2013).

### Beroendepsykologi
I mitten av 1990-talet startade Fahlke den första universitetskursen i beroende utifrån ett biopsykosocialt perspektiv. Numera ges det regelbundet kurser i beroendepsykologi på såväl grundnivå, avancerad nivå som på forskarutbildningsnivå vid Göteborgs universitet. Fahlke arbetade också fram en masterutbildning i beroendevetenskap, med inriktning mot psykologi vid Göteborgs universitet.
2000 etablerade Fahlke en forskargrupp i beroendepsykologi: Addiction Psychology: Clinical and Experimental Research (APEC) vid Göteborgs universitet. APEC är idag den nationellt största forskargruppen inom området beroendepsykologi. Samma år startade hon tillsammans med kollegor det longitudinella och tvärvetenskapliga forskningsprojektet Göteborg Alcohol Research Project (GARP). I projektet studeras psykologiska och neurobiologiska riskfaktorer vid alkoholberoende, och hur dessa riskfaktorer påverkar behandlingsförloppet och behandlingsutfallet. Studierna visar bland annat att alkoholberoende personer, som har en genetiskt betingad nedsatt dopaminfunktion, kan utveckla särskilt svåra beroendetillstånd med såväl ökad risk för förtidig död och ökad återfallsbenägenhet efter behandling. Resultaten visar också att personer som väljer nykterhet som målsättning för sin behandling för alkoholberoende har ett mer gynnsamt behandlingsresultat på längre sikt än personer som antingen väljer kontrollerat drickande (låg-risk drickande) som målsättning eller som inte har någon målsättning alls med sin behandling.
Tillsammans med kollegor har Fahlke startat ett nätverk för yrkesverksamma psykologer inom beroendevården 2008 som 2020 övergick till en nationell yrkesförening inom Sveriges Psykologförbund.  Claudia Fahlke har tagit initiativ till att Nationalkommittén för psykologi inrättat beroendepsykologi som ett akademiskt ämnesområde inom svensk psykologi 2009 och att legitimerade psykologer sedan 2010 kan få en specialistkompetens i beroendepsykologi. Claudia Fahlke har också tagit fram utbildningsmaterial (film) i beroendepsykologi på uppdrag av projektet Kunskap till praktik 2010-2014, Sveriges kommuner och Landsting. Utbildningsmaterialet har nått ut till drygt 17 000 anställda inom Socialtjänsten och Hälso- och sjukvården.

### Centrum för utbildning och forskning kring riskbruk och beroende
Fahlke etablerade och ledde ett tvärprofessionellt nätverk för beroendefrågor (2004–2012). 2013 övergick nätverket till att bli en centrumbildning vid Göteborgs universitet: Centrum för utbildning och forskning kring riskbruk och beroende (CERA).
CERA arbetar för att långsiktigt stärka och utveckla forskning och utbildning inom ANDTS-området (Alkohol, Narkotika, Dopning, Tobak, Spel) i nära samverkan med externa samhällsaktörer som till exempel Länsstyrelsen, Kriminalvården, Socialtjänsten och Hälso- och sjukvården. Genom åren har CERA haft flera nationella uppdrag, till exempel sakkunnig vid statliga utredningar rörande ANDTS-frågor (Socialdepartementet, Socialstyrelsen, Sveriges Kommuner och Landsting). I samverkan med Systembolaget har CERA arrangerat konferenser för allmänheten och tillsammans IOGT-NTO har CERA medverkat i rapportserien Alkoholen och samhället.
Fahlke var föreståndare för CERA 2013–2019 och 2014 erhöll CERA Göteborgs universitets samverkanspris.

### Böcker
Fahlke har författat Personlighetspsykologi (2007) och Psykopatologi (2012) tillsammans med Per Magnus Johansson. Hon är redaktör för läroboken Handbok i missbrukspsykologi - teori och tillämpning (2012).
Hon är också medförfattare till fakta- och läroböcker som Alkohol (1997), Ungdomspsykologi (2001), Vår tids psykologi (2004), Leva med beroende (2007), Bedömningsinstrument inom behandling och forskning för missbruks- och beroendevården (2010), En fråga om klass - levnadsförhållanden, livsstil och politik (2010) och Beroendemedicin (2011).

### Utmärkelser
Fahlke fick 2013 års nationella drogforskningspris för framstående insatser inom psykologisk beroendeforskning av Centralförbundet för Alkohol- och Narkotikaupplysning. Tillsammans med styrgruppen för CERA erhöll hon Samverkanspriset 2014 från Göteborgs universitet.. Fahlke blev finalist till Stora Psykologpriset 2017 som delas ut av Sveriges Psykologförbund. Fahlke tilldelades Systembolagets kunskapspris postumt 2021 vilket var första gången priset tilldelades en kvinna.

## Privatliv
Claudia Fahlke var gift med konstnären Anders Bohman och bodde på Styrsö i Göteborgs södra skärgård. De har tillsammans dottern Nadja Fahlke.